# نفير (آلة موسيقية)

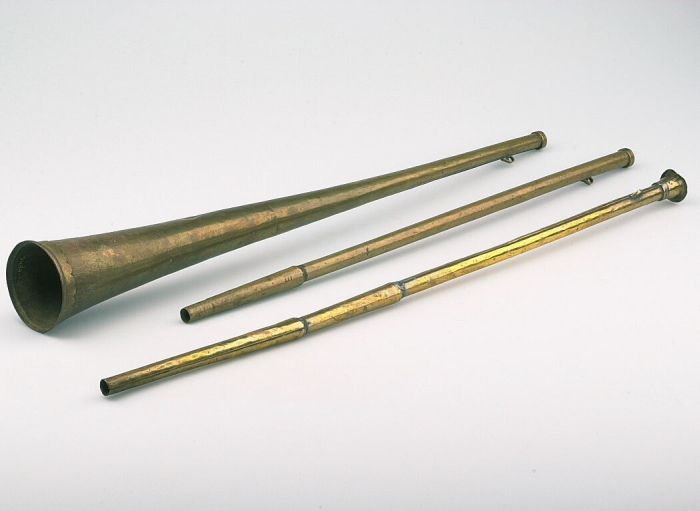
نفير آلة موسيقية مغربية

النَفِيْرُ أو البَوْجَلُ أو البوق أو بوق الصيد أو الصور أو البوري آلة نفخ نحاسية حادة الصوت تشبه في شكلها البوق تصدر بعض نغمات السلسلة التوافقية الهارمونية لذا تستخدم في المجالات العسكرية للإعلان عن نوبات الإستيقاظ، والتجمع والانصراف، وغير ذلك.
وتنتظيم ايقاعات آلة النفير على هيئة نغمات تصدر بشكل زوجي، لإعلان ساعة الاستيقاظ أو الالإطار في رمضان، ولاشهار الأعراس أيضا وفي الاحتفالات والمناسبات الشعبية. ولدى طائفة عيساوة الصوفية في المغرب، تستعمل لاعلان قدوم عيد الفطر في المغرب.

## معرض الصور

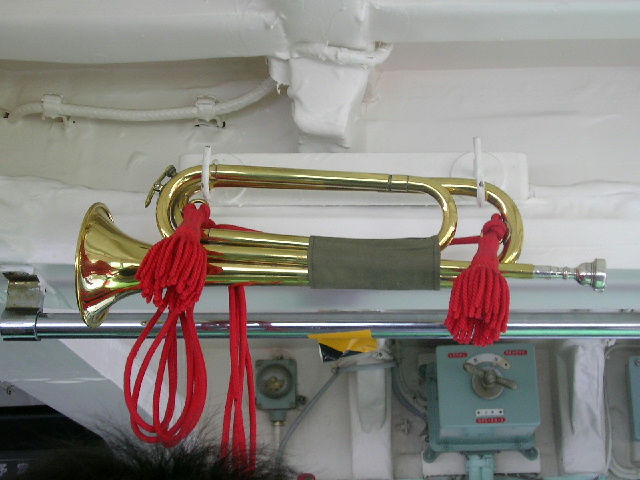
نفير أو بوجل عسكريّ في اليابان
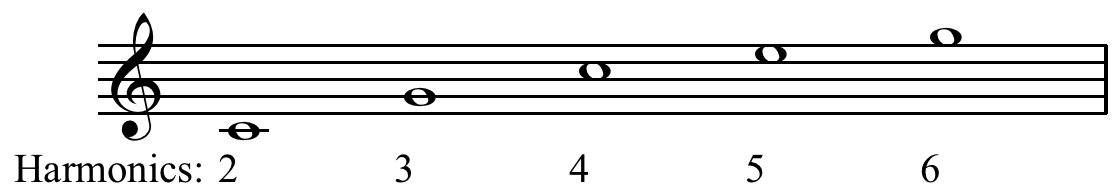
صوت النفير